# Yoan Cardinale
 (La Ciotat, 27 marzo 1994) è un calciatore francese, portiere svincolato.

## Biografia
Yoan Cardinale nasce il 27 marzo 1994 a La Ciotat, nella Costa Azzurra, da una famiglia di modeste condizioni: suo padre svolge l'attività di carpentiere, mentre sua madre fa la childminder. Viene soprannominato Cardi ed è fratello maggiore di Mathieu Cardinale, anche lui portiere.

## Caratteristiche tecniche
Portiere di grande carisma e di forte personalità, abbina la laboriosità continua e un ottimo senso della posizione ad eccellenti doti tecniche, fisiche e mentali che gli consentono di essere abile negli anticipi, nella distribuzione di gioco e di destreggiarsi con efficacia nelle parate in tuffo nonostante abbia una statura di 181 cm e pesi 84 kg.
Inizialmente occupava il ruolo di attaccante; divenne portiere nel 2002-2003 con l'AS Saint-Cyr per via della mancata disponibilità di un uomo tra i pali per la sua squadra in occasione di un torneo dilettantistico.

## Carriera

### Club
Inizia nella scuola calcio di AS Saint-Cyr, una società di calcio dilettantistica di Saint-Cyr-sur-Mer. Nel 2009, all'età di 15 anni, passa nel settore giovanile del Nizza, nel quale fa conoscenza dei compagni di squadra Jordan Amavi, Alexy Bosetti, Neal Maupay e soprattutto David Ospina. Nonostante sia stato il vice di Mouez Hassen nella Coppa Gambardella 2012, vinta in finale per 2-1 contro il Saint-Étienne, la costante e notevole laboriosità negli allenamenti gli valse la firma del suo primo contratto professionistico, ottenuto nell'estate del 2013. Nella stagione 2014-2015 viene aggregato alla seconda squadra nizzarda, militante in CFA, dove prende parte a 21 incontri su 30 possibili.
Nella stagione 2015-2016 è per la prima volta aggregato alla prima squadra di Claude Puel, come terzo portiere dietro a Simon Pouplin e Mouez Hassen. Il debutto nella massima serie francese avviene il 18 ottobre 2015, all'età di 21 anni, a seguito dell'infortunio di Pouplin (assente dalla prima giornata di campionato) e dalla convocazione di Hassen alla Nazionale U-21 della Francia. La partita termina 4-1 per i nizzardi nei confronti del Rennes. Il 28 ottobre disputa anche la prima presenza nella Coppa di Lega contro il Caen, vinta 3-1. Viste le buone prestazioni viene promosso definitivamente come primo portiere già nel mese successivo e viene scelto come miglior giocatore del mese di dicembre dai tifosi nizzardi. Conclude la sua prima stagione tra i professionisti con un bottino di 27 presenze nelle quali subisce 29 reti. Si riconferma titolare anche a seguito del cambiamento della panchina, che nell'estate 2016 viene affidata al tecnico svizzero Lucien Favre.
La prima partita disputata nella stagione 2016-2017 è avvenuta nella prima giornata di campionato contro il Rennes, rimanendo a porta inviolata, nella quale ha indossato insieme a tutta la squadra nizzarda una maglia bianca durante il riscaldamento, sulla quale viene raffigurato un cuore con i nomi delle 85 vittime dell'attentato terroristico avvenuto il 14 luglio proprio a Nizza. Il 15 settembre esordisce in Europa League, in occasione della prima partita del girone persa 1-0 contro lo Schalke. In questa stagione collabora nella vittoria del titolo di Campione d'Inverno della Ligue 1, ottenuta dal Nizza con una giornata di anticipo successivamente alla vittoria casalinga ai danni del Digione. Proprio in questa partita Cardinale ha disputato la cinquantesima presenza tra i professionisti.

## Statistiche

### Presenze nei club
Statistiche aggiornate al 17 dicembre 2016.
| Stagione        | Squadra         | Campionato      | Campionato | Campionato | Coppe nazionali | Coppe nazionali | Coppe nazionali | Coppe continentali | Coppe continentali | Coppe continentali | Altre coppe | Altre coppe | Altre coppe | Totale | Totale | Totale |
| Stagione        | Squadra         | Comp            | Pres       | Reti       | Comp            | Pres            | Reti            | Comp               | Pres               | Reti               | Comp        | Pres        | Reti        | Pres   | Reti   |        |
| --------------- | --------------- | --------------- | ---------- | ---------- | --------------- | --------------- | --------------- | ------------------ | ------------------ | ------------------ | ----------- | ----------- | ----------- | ------ | ------ | ------ |
| 2015-2016       | Nizza           | L1              | 26         | -28        | CF+CdL          | 0+1             | -1              | -                  | -                  | -                  | -           | -           | -           | 27     | -29    |        |
| 2016-2017       | Nizza           | L1              | 36         | -31        | CF+CdL          | 0               | 0               | UEL                | 5                  | -10                | -           | -           | -           | 41     | -41    |        |
| 2017-2018       | Nizza           | L1              | 10         | -16        | CF+CdL          | 1+2             | -1 + -1         | UCL+UEL            | 4+4                | -8 + -5            | -           | -           | -           | 20     | -31    |        |
| 2018-2019       | Nizza           | L1              | 3          | -6         | CF+CdL          | 0+0             | 0               | -                  | -                  | -                  | -           | -           | -           | 3      | -6     |        |
| 2019-2020       | Nizza           | L1              | 0          | 0          | CF+CdL          | 0+0             | 0               | -                  | -                  | -                  | -           | -           | -           | 0      | 0      |        |
| Totale carriera | Totale carriera | Totale carriera | 75         | -81        |                 | 3               | -3              |                    | 13                 | -23                |             | -           | -           | 91     | -107   |        |

## Palmarès

### Club

#### Competizioni giovanili
- Coppa Gambardella: 1

Nizza: 2012

#### Competizioni nazionali
- Championnat de France amateur 2: 1

Nizza 2: 2012-2013